# Suraphol Sombatcharoen
Lamduan Sombatcharoen (tiếng Thái Lan: ลำดวน สมบัติเจริญ), được biết đến với nghệ danh Suraphol Sombatcharoen (สุรพล สมบัติเจริญ), sinh ngày 27 tháng 9 năm 1930, mất ngày 16 tháng 8 năm 1968, là một ca sĩ người Thái Lan

## Đầu đời
Sinh ra Lamduan Sombatcharoen tại tỉnh Suphan Bur, anh đã chọn Suraphol làm nghệ danh của mình. Bản hit đầu tiên của anh đến vào năm 1954 với "Nam Ta Sao Wieng" ("Nước mắt của một cô gái Lào"). Nó đánh dấu sự xuất hiện của luk thung, một đối tác của Thái Lan với các phong cách sao chép như enka Nhật Bản và kroncong của Indonesia, và thể hiện những ảnh hưởng như nhạc phim Hollywood, nhạc đồng quê Mỹ, nhạc pop Malay và nhịp điệu Afro-Cuba.
Suraphol sáng tác hơn 100 bài hát. Trong số những người nổi tiếng nhất của ông là "Sao Suan Taeng" ("Cô gái đến từ cánh đồng dưa chuột"), "Mong" ("Nhìn"), "Nam Ta Ja Tho" ("Nước mắt của một quân đoàn"), "Khong Plom" ("Đồ giả") và "Muai Cham" ("Cô gái Trung Quốc tan vỡ").
Không lâu trước khi bị giết, anh đã phát hành bài hát cuối cùng và đáng nhớ nhất của mình, "Siphok Pi Haeng Khwam Lang" ("สิบหกปีแห่งความหลังr" hay "16 năm trước của chúng ta"), trong đó buồn bã kể về sự kết thúc của chính mình Cuộc hôn nhân 16 năm, phản ánh cả hạnh phúc và cay đắng của đoàn kết.

## Mất
Suraphol Sombatcharoen Đã bị bắn chết sau khi biểu diễn trên sân khấu tại Wig Saengchan Khu vực đường Malai Man Đối diện chùa Nong plalai Giáo khu Thung krapang hom Quận Kampaeng Saen Tỉnh Nakhon Pathom Vào nửa đêm của đêm 16 tháng 8 Năm 1968 (Vào lúc 01:00 giờ ngày 17 tháng 8 năm 1968) Khi anh mới 37 tuổi, 10 tháng 23 ngày

## Danh sách đĩa nhạc

### Điện ảnh
- Siew Sai (เสียวใส้)
- Khong Plom (ของปลอม)
- Khon Hua Lan (คนหัวล้าน)
- Sae See Ai Lue Jek Nung (แซซี้อ้ายลือเจ็กนัง)
- Yik Tao Low Suea (ยิกเท้าโหลซัวะ)
- Luem Mai Long (ลืมไม่ลง)
- Kaew Luem Dong (แก้วลืมดง)
- Sip Hok Pee Haeng Kwam Lang (สิบหกปีแห่งความหลัง)